# Torneo ABCS
Il Torneo ABCS è una competizione calcistica alla quale partecipano le squadre nazionali dei Paesi dei Caraibi di lingua olandese: Aruba, Bonaire, Curaçao e Suriname.
Louis Giskus, Presidente della Federazione calcistica del Suriname, ha detto che la competizione era nata "per rafforzare le relazioni tra i paesi caraibici di lingua olandese".
In caso di parità al termine dei tempi regolamentari, il gioco procede direttamente ai calci di rigore.

## Albo d'oro
| Vittorie | Nazione  | Anno/i           |
| -------- | -------- | ---------------- |
| 3        | Suriname | 2010, 2013, 2015 |
| 2        | Curaçao  | 2021, 2022       |
| 1        | Bonaire  | 2011             |
| 1        | Aruba    | 2012             |

## Edizioni
| Anno          | Paese Ospitante |           | Finale            | Finale    | Finale    | Finale per il terzo posto | Finale per il terzo posto | Finale per il terzo posto |           |           |           |           |
| Anno          | Paese Ospitante | Campione  | Risultato         | 2º posto  | 3º posto  | Risultato                 | 4º posto                  |                           |           |           |           |           |
| 2010 Dettagli | Curaçao         | Suriname  | 2 - 2 6 - 5 (dtr) | Curaçao   | Aruba     | 3 - 3                     | Bonaire                   |                           |           |           |           |           |
| 2011 Dettagli | Suriname        | Bonaire   | 2 - 2 4 - 3 (dtr) | Aruba     | Suriname  | 2 - 0                     | Curaçao                   |                           |           |           |           |           |
| 2012 Dettagli | Aruba           | Aruba     | 1 - 0             | Suriname  | Curaçao   | 9 - 2                     | Bonaire                   |                           |           |           |           |           |
| 2013 Dettagli | Curaçao         | Suriname  | 3 - 1             | Curaçao   | Bonaire   | 2 - 1                     | Aruba                     |                           |           |           |           |           |
| 2015 Dettagli | Suriname        | Suriname  | 1 - 0             | Aruba     | Curaçao   | 4 - 1                     | Bonaire                   |                           |           |           |           |           |
| 2018 Dettagli | Aruba           | Annullata | Annullata         | Annullata | Annullata | Annullata                 | Annullata                 | Annullata                 | Annullata | Annullata | Annullata | Annullata |
| 2021 Dettagli | Curaçao         | Curaçao   | 1 - 0             | Bonaire   | Aruba     | 2 - 2 4 - 1 (dtr)         | Curaçao under 20          |                           |           |           |           |           |
| 2022 Dettagli | Curaçao         | Curaçao   | 2 - 2 6 - 5 (dtr) | Suriname  | Aruba     | 1 - 0                     | Bonaire                   |                           |           |           |           |           |

## Piazzamenti
| Squadra          | 1º | 2º | 3º | 4º |
| Suriname         | 3  | 2  | 1  | 0  |
| Curaçao          | 2  | 2  | 2  | 1  |
| Aruba            | 1  | 2  | 3  | 1  |
| Bonaire          | 1  | 1  | 1  | 4  |
| Curaçao under 20 | 0  | 0  | 0  | 1  |

## Partecipazioni e prestazioni nelle fasi finali
| Nazionale            | 2010 | 2011 | 2012 | 2013 | 2015 | 2021 | 2022 | Partecip. | Vittorie |
| -------------------- | ---- | ---- | ---- | ---- | ---- | ---- | ---- | --------- | -------- |
| Suriname             | 1°   | 3°   | 2°   | 1°   | 1°   | -    | 2°   | 6         | 3        |
| Aruba                | 3°   | 2°   | 1°   | 4°   | 2°   | 3°   | 3°   | 7         | 1        |
| Curaçao              | 2°   | 4°   | 3°   | 2°   | 3°   | 1°   | 1°   | 7         | 1        |
| Bonaire              | 4°   | 1°   | 4°   | 3°   | 4°   | 2°   | 4°   | 7         | 1        |
| Curaçao under 20     | -    | -    | -    | -    | -    | 4°   | -    | 1         | -        |
| Squadre partecipanti | 4    | 4    | 4    | 4    | 4    | 4    | 4    | Edizioni  | 7        |

Legenda: 1° = Primo classificato, 2° = Secondo classificato, 3° = Terzo classificato, 4° = Quarto classificato

## Nazioni ospitanti
| Edizioni | Nazione  | Anno/i                 |
| -------- | -------- | ---------------------- |
| 4        | Curaçao  | 2010, 2013, 2021, 2022 |
| 2        | Suriname | 2011, 2015             |
| 1        | Aruba    | 2012                   |

## Esordienti
| Anno             | Paese ospitante  | Nazionali esordienti              |
| 2010             | Curaçao          | Aruba, Bonaire, Curaçao, Suriname |
| Dal 2011 al 2015 | Dal 2011 al 2015 | Nessuna squadra esordiente        |
| 2021             | Curaçao          | Curaçao under 20                  |
| Dal 2022         | Dal 2022         | Nessuna squadra esordiente        |